# Mangart
Mangart – szczyt w Alpach Julijskich, w Alpach Wschodnich. Leży na granicy między Włochami, a Słowenią. Mangart wznosi się ok. 2000 m ponad dolinę Koritnicy po stronie słoweńskiej, po stronie włoskiej jego zbocza opadają do doliny jezior laghi di Fusine.